# Aerodrome No.1

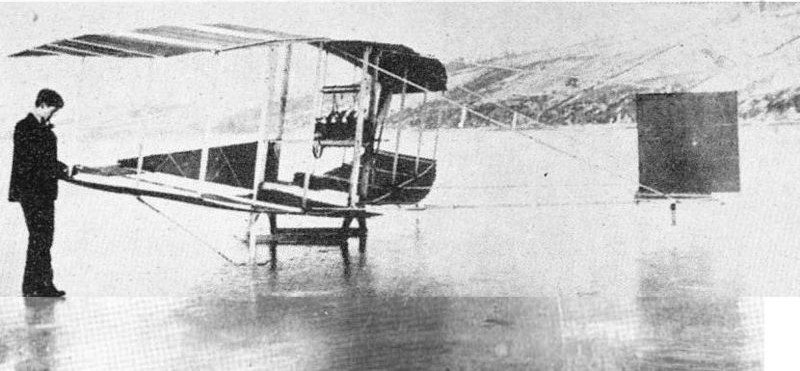
Red Wing przed pierwszym lotem

Aerodrome No.1 (AEA Red Wing) − pierwszy samolot zbudowany w 1908 przez amerykańsko-kanadyjski zespół badawczy Aerial Experiment Association. Samolot odbył pierwszy lot 12 marca 1908.

## Tło historyczne
1 października 1907 Alexander Graham Bell powołał do życia amerykańsko-kanadyjski zespół badawczy znany jako Aerial Experiment Association (AEA). Zespół miał istnieć przez określony czas, a jego zadaniem miało być „skonstruowanie praktycznego aeroplanu z napędem własnym i będące w stanie przenieść człowieka”. Członkami założycielskimi byli także John Alexander Douglas McCurdy, porucznik Thomas Selfridge i Frederick Walker Baldwin. Nieco później do zespołu został zaproszony także Glenn Curtiss znany wówczas przede wszystkim z produkcji silników lotniczych, w 1906 wszystkie lub prawie wszystkie samoloty zbudowane w Stanach Zjednoczonych były napędzane silnikami zbudowanymi w firmie G. H. Curtiss Manufacturing Company (w późniejszym czasie przekształconej na Curtiss Aeroplane and Motor Company będącej współcześnie częścią Curtiss-Wright Corporation).
Przed zbudowaniem pierwszego samolotu zespół skonstruował kilka dużych latawców i szybowców w celu zdobycia potrzebnej wiedzy teoretycznej na temat teorii lotu i aerodynamiki, przetestowano także szereg silników i śmigieł.

## Pierwszy samolot
Pierwszy samolot zbudowany przez AEA, Aerodrome No.1, znany był także jako Red Wing (Czerwone Skrzydło) z racji koloru jedwabnego płótna pokrywającego jego powierzchnie nośne (kolor został wybrany umyślnie jako, że kolor czerwony był najlepiej odzwierciedlany przez ówczesne czarno-białe procesy fotograficzne). Głównym projektantem samolotu był porucznik Selfridge.

Samolot rozpędził się na lodzie ślizgając się po nim przez dwieście jardów i wzniósł się do lotu, lecąc na wysokości pomiędzy sześć a dziesięć stóp lecąc w taki sposób 318 stóp i 11 cali. Następnie wpadł w przeciągnięcie, struktura ogona załamała się i samolot spadł na skrzydło.

Red Wing był dwupłatem z ruchowym statecznikiem poziomym w układzie kaczki (przed skrzydłami) i statecznikiem pionowym na ogonie. Samolot nie był wyposażony w żaden system kontroli podłużnej (lotki). Ponieważ samolot miał startować i lądować na lodzie został wyposażony w płozy, a nie podwozie kołowe.
Rozpiętość skrzydeł Red Winga wynosiła 13,2 m, a ich powierzchnia 35,76 m², masa samolotu wynosiła 258 kg, samolot był napędzany silnikiem Curtissa V8 o mocy 40 KM.
Pierwszy lot samolotu odbył się 12 marca 1908, za jego sterami zasiadał Thomas Baldwin.
Red Wing przeleciał odległość 318 stóp i 11 cali (97 m), a lot zakończył się przymusowym lądowaniem w którym samolot został rozbity. Pierwszy lot Red Winga był opisywany jako „pierwszy publiczny lot samolotu w Stanach Zjednoczonych”.
Drugi lot samolotu odbył się 18 marca i podobnie jak pierwszy zakończył się rozbiciem samolotu ale tym razem po przebyciu w powietrzu zaledwie 40 jardów (36,5 m). Obydwa loty pokazały potrzebę kontroli samolotu wzdłuż jego osi podłużnej.